# Sharon Dent
Sharon Yoder Roth Dent ist eine US-amerikanische Biologin (Biochemie, Epigenetik) an University of Texas MD Anderson Cancer Center und University of Texas Health Science Center in Houston, Texas. Hier hat sie den nach Ruth Leggett Jones benannten Lehrstuhl für Epigenetik und molekulare Karzinogenese inne.
Dent wurde in Texas geboren. Nach einem Studium an der North Texas State University (Bachelor in Biochemie 1980) erwarb sie an der Rice University einen Ph.D. in Biochemie (1986). Als Postdoktorandin arbeitete sie bei C. David Allis am Baylor College of Medicine, bevor sie eine Stelle als Forscherin an den National Institutes of Health annahm. Seit 1993 gehört Dent zum Lehrkörper des University of Texas MD Anderson Cancer Center. 2010 erhielt sie einen eigenen Lehrstuhl. 2022 übernahm sie geschäftsführend die Position des Dekans der Graduate School of Biomedical Sciences von University of Texas MD Anderson Cancer Center und University of Texas Health Science Center.
Dent und Mitarbeiter befassen sich mit der Bedeutung der Histone und ihrer Modifikationen für DNA-Replikation und -Reparatur sowie der Implikationen dieser Prozesse für Krankheiten wie Krebs und neurodegenerative Erkrankungen.
Sharon Dent hat laut Datenbank Scopus einen h-Index von 59 (Stand August 2025). 2012 wurde sie Fellow der American Association for the Advancement of Science, 2021 Mitglied der American Academy of Arts and Sciences und 2024 sowohl Mitglied der National Academy of Sciences als auch Mitglied der Texas Academy of Medicine, Engineering, Science and Technology (TAMEST).